# Amulet (film)
Amulet è un film horror britannico del 2020, diretto e sceneggiato da Romola Garai.

## Trama
Tomaz è un emigrato fuggito dalla guerra. Un tempo studente di filosofia nonché figlio di una dentista, ha svolto il ruolo di vedetta in un luogo isolato in cui ha corso relativamente pochi rischi. Ciononostante, ora svolge l'umile attività di muratore e vive in un centro d'accoglienza insieme a molti altri immigrati. Ogni notte, l'uomo si lega le gambe con del nastro isolante per evitare le crisi di sonnambulismo di cui soffre a causa di traumi passati. L'uomo fa infatti un sogno ricorrente in cui lo vediamo ancora soldato mentre ritrova uno strano amuleto nella foresta e intercetta una donna (Miriam)  che cerca di scappare via dal confine, per poi portarla a casa e accudirla. Una mattina, questo sogno è interrotto da un brusco risveglio: il centro di accoglienza sta bruciando e lui, a causa delle gambe legate, non riesce a scappare in maniera ottimale. Viene dunque ricoverato in ospedale a causa delle ferite riportate: qui conosce Suor Claire, con cui si confida. La donna gli consiglia di tornare nella sua patria, non più dilaniata dalla guerra, ma poiché l'uomo si rifiuta lo accompagna a casa di Magda, donna che vive da sola con una madre inferma e che necessita di compagnia nonostante sua madre non voglia assolutamente che lei socializzi.
La ragazza è inizialmente restia nell'accogliere un estraneo in casa, e Tomaz non vuole restare in un posto in cui non è il benvenuto, ma la suora convince entrambi a cambiare idea: dopotutto la casa di Magda necessita di molta manutenzione, dunque lui potrà ripagare così l'ospitalità. La convivenza inizia nel migliore dei modi: la cucina di Magda rinfranca Tomaz dopo un lungo fatto di soli pasti frugali, e lui inizia a poco a poco a sistemare la casa. Nel frattempo i sogni continuano: scopriamo che Miriam stava cercando di raggiungere suo marito e sua figlia, i quali erano riusciti ad oltrepassare il confine. Assistiamo inoltre all'evolversi di un bellissimo rapporto fra lei e Tomaz, il quale in realtà l'aveva già adocchiata precedentemente, quando ancora la guerra non era iniziata e lui era un semplice studente universitario. Un giorno, mentre Tomaz cerca di riparare il bagno di casa, una creatura simile ad un pipistrello albino esce dal gabinetto: Tomaz la uccide, ma ne rimane turbato. Successivamente l'uomo continua a notare stranezze in casa: un'allucinazione gli fa credere che ci sia un bassorilievo simile all'amuleto del sogno nel soffitto, e nel vederla cade dalle scale.
Successivamente il ragazzo scopre che la madre di Magda non è solo malata ma anche pericolosa. la donna attacca continuamente la figlia, e per questo lei è obbligata a tenerla legata. Tomaz assiste ad una scena terribile in cui l'anziana prova a strangolare Magda, e riesce a salvarla. La mattina dopo l'uomo tenta di andare via, turbato, ma alla fine ritorna a casa e cerca di portare avanti la sua vita con Magda nel modo più normale possibile. I due escono addirittura insieme per andare a ballare ma, quando lei prova a baciarlo, lui scappa via in preda ad una crisi, come se ciò gli stesse facendo rivivere un trauma. Tomaz va dunque a confidarsi dalla suora, che gli consiglia di affrontare le sfide che la vita gli pone davanti. Tomaz ritorna a casa di Magda: questa lo sorprende mentre dorme, provocandogli una reazione violenta che culmina tuttavia in un bacio. Successivamente, i due affrontano nuovamente la madre di lei durante una crisi: Tomaz scopre che in realtà quelle strane creature simili a pipistrelli vengono prodotti dal ventre della vecchia. Suor Claire gli rivela che la donna è posseduta da un demone morente che ha intenzione di causare anche la morte di madre e figlia prima di soccombere. Tomaz ritorna allora a casa e prova a uccidere la madre-demone con un coltello, ma il potere del male riesce ad avere la meglio su di lui: soltanto l'intervento di Magda riesce a salvarlo. A questo punto la ragazza tenta nuovamente un approccio sessuale: Tomaz le racconta allora di alcuni propri errori, rivelando di aver stuprato Miriam quando lei aveva deciso di andare via da lui per raggiungere la sua famiglia, e che da allora il rimorso lo perseguita.
Ciononostante, la ragazza riesce ad ammaliarlo e ad avere un rapporto sessuale con lui, in seguito al quale Tomaz si addormenta. Al suo risveglio, tuttavia, l'uomo sta male e vomita sangue. Raggiunto il salotto di casa, Tomaz scopre con sgomento che Suor Clair è lì in abiti tutt'altro che monastici: la donna non è una vera suora e lo ha spinto a recarsi in quel luogo proprio con l'intenzione di trasformarlo nel prossimo schiavo del demone. La donna gli propone di scegliersi una compagna con cui condividere la sventura, tuttavia lui vorrebbe solo Madga: la donna ride e gli rivela che ormai lei ha assolto il suo compito. A questo punto, Tomaz trova il coraggio necessario per scontrarsi un'ultima volta con il demone, uccidendolo. A questo punto, con una visione l'uomo scopre che quella casa apparteneva in realtà a un uomo scomparso improvvisamente e che quelle donne avevano usato tale punto d'appoggio per attirarlo in una trappola: in realtà il demone è proprio Magda, e la donna che ella spacciava per sua madre era soltanto la sua precedente vittima.
Tomaz può ora vedere Magda nella sua vera forma, la quale è molto simile a quella dell'amuleto che un tempo aveva trovato nel bosco, dopo di che inizia a subire anche lui la stessa tortura subita dalla vecchia che lui stesso ha assassinato. La finta suora gli comunica che quello sarà il vero modo di ripagare i pasti cucinati da Magda, e che questo epilogo è soltanto frutto delle sue scelte. Successivamente, scopriamo che Miriam si è rifatta una vita: la donna ora lavora in un negozio di alimentari ed è rimasta nel suo paese, che a poco a poco si sta riprendendo. Magda passa proprio al suo negozio e compra del cibo: qui la donna ha ancora con sé l'amuleto trovato da Tomaz nel bosco, il cui potere ha probabilmente messo in atto la vendetta contro l'uomo. Il film si conclude con Magda che lancia il cibo acquistato a Tomaz, che è nascosto sotto una coperta sui sedili posteriori di una macchina.

## Produzione
La produzione del film è iniziata nel 2018. In un primo momento avrebbe dovuto intitolarsi Outside. Secondo quanto affermato dal produttore Matthew Wilkinson, il film è un "horror di stampo femminista nato con l'idea di riflettere ciò che è accaduto recentemente a livello politico nell'ambito dei diritti civili".

## Distribuzione
Il film è stato presentato per la prima volta durante il Sundance Film Festival il 26 gennaio 2020.

## Accoglienza
Secondo l'aggregatore di recensioni Rotten Tomatoes, il film ha ottenuto un indice di gradimento del 69% e un voto di 6,29 su 10 sulla base di 71 recensioni.  Su Metacritic il film ha invece ottenuto il voto di 64 su 100 sulla base di 19 recensioni.